# Погорелич, Иво
И́во Погоре́лич (хорв. Ivo Pogorelić; род. 20 октября 1958, Белград, Югославия) ― хорватский пианист.

## Биография
Родился в семье сербки и хорвата. Учиться игре на фортепиано начал с семи лет.
В 1973 окончил Центральную музыкальную школу по классу Е. М. Тимакина, в 1978 году ― Московскую консерваторию, где числился в классах В. В. Горностаевой и Е. В. Малинина. Параллельно с энтузиазмом занимался у А. Н. Кежерадзе (1937—1996), с которой в 1980 году вступил в брак.
В 1978 году Погорелич одержал победу на конкурсе пианистов в Терни (Италия), а через два года ― на Международном конкурсе в Монреале. Имя пианиста приобрело широкую огласку в 1980 году, когда на десятом Международном конкурсе имени Шопена в Варшаве разразился скандал вокруг решения жюри не пустить Погорелича на третий тур. В знак протеста одна из членов жюри, Марта Аргерих, покинула конкурс. Всего через год, в 1981 году, Погорелич с большим успехом сыграл сольный концерт в Карнеги-холле, дав начало своей международной исполнительской карьере. Музыкант много выступал соло и с оркестром, гастролировал в различных странах мира (кроме России).
Погорелич ― виртуозный пианист, владеющий широкой палитрой звучания и оригинальным чувством темпа. Его репертуар простирается от музыки Баха и Скарлатти до Прокофьева.
Пианист сделал относительно небольшое количество аудиозаписей (16 альбомов). Вёл активную общественную деятельность, помогал молодым музыкантам, организуя фестивали, конкурсы и летние курсы. Посол доброй воли ЮНЕСКО (1988).
Исполнительские интерпретации Погорелича в целом отличаются неординарностью. Критики, признавая безупречное техническое мастерство Погорелича, в некоторых его трактовках отмечают вольное обращение с оригиналом, называют его пианистический стиль «эксцентричным», «маньеристским». После смерти жены (1996) выступал редко и не делал студийных аудиозаписей. В 2019 году Погорелич записал альбом с двумя сонатами Бетховена и Второй сонатой Рахманинова, который вызвал неоднозначную реакцию критики.
Проживает в Лугано (Швейцария).